# Gerlosbach
Der Gerlosbach, selten auch Gerloser Ache, ist ein 33,5 km langer rechter Zufluss des Ziller in den österreichischen Bundesländern Salzburg und Tirol.

## Flussverlauf
Der Gerlosbach entspringt dem Wildgerloskees unterhalb der Reichenspitze in den Zillertaler Alpen im Gemeindegebiet von Krimml. Er fließt zunächst in Richtung Norden durch das Wildgerlostal und nimmt nach wenigen Kilometern von rechts den Zufluss vom Unteren Gerlossee auf. Nach rund zwölf Kilometern füllt er den Speicher Durlaßboden, durch den die Landesgrenze zwischen Salzburg und Tirol verläuft. Das Tal macht hier einen Knick und verläuft weiter als Gerlostal Richtung Westen. Der Gerlosbach fließt durch Gerlos, nimmt davor die Schönach und danach den Wimmerbach jeweils von links auf und fließt anschließend durch den Stausee Gmünd. Unterhalb verläuft er in einer engen Schlucht, bis er bei Zell am Ziller den Talboden des Zillertals erreicht, wo er am östlichen Talrand Richtung Norden fließt. Hier wird das abgearbeitete Wasser aus dem Kraftwerk Gerlos eingeleitet, kurz bevor der Bach bei Rohr (Gemeinde Rohrberg) in den Ziller mündet.

## Einzugsgebiet
Das natürliche Einzugsgebiet des Gerlosbachs umfasst rund 200 km². Durch Zuleitungen von Bächen aus dem Einzugsgebiet der Salzach in den Speicher Durlaßboden wird es um 30,7 km² vergrößert, durch Ableitungen von Schönach und Wimmerbach in den Speicher Zillergründl wird es um 10 km² verringert, sodass das wirksame Einzugsgebiet rund 220 km² beträgt.
Das Einzugsgebiet erstreckt sich von 566 m ü. A. bis 3303 m ü. A. (Reichenspitze). Rund 5 km² (2,5 %) des Einzugsgebietes sind vergletschert (Stand 1988).

## Umwelt
Der Oberlauf im Wildgerlostal liegt im Nationalpark Hohe Tauern und ist weitgehend naturbelassen. Im Ortsgebiet von Gerlos bis zum Speicher Gmünd sind die Ufer des Baches durchgehend verbaut, ansonsten punktuell. Der Gerlosbach weist durchgehend Gewässergüteklasse I-II auf.

## Trivia
In Wien ist seit 1953 der Gerlosplatz nach dem Gerlosbach benannt.